# Automobili Marengo
S.A. Automobili Marengo war ein italienischer Hersteller von Automobilen.

## Unternehmensgeschichte
Das Unternehmen aus Genua begann 1907 mit der Produktion von Automobilen. Die ersten Fahrzeuge wurden am 16. März 1907 vorgestellt. Der Markenname lautete Marengo. 1909 endete die Produktion nach nur wenigen hergestellten Exemplaren.

## Fahrzeuge
Die ersten Modelle, darunter der 8/10 HP, verfügten über Ein- und Zweizylindermotoren. Zur Wahl standen zwei- und viersitzige Karosserien. 1909 folgte das Luxusmodell 12/12 HP mit Vierzylindermotor und 1326 cm³ Hubraum.